# Rudi Altig
Rudi Altig, né le 18 mars 1937 à Mannheim et mort le 11 juin 2016 à Remagen, est un coureur cycliste allemand. À la fois puissant et orgueilleux, il a d'abord officié sur la piste avant de briller sur la route, tout d'abord comme sprinteur avant de devenir un coureur assez complet. Cela lui a d'ailleurs permis de bien figurer dans les classiques ainsi que dans les grands tours, malgré certaines difficultés en haute montagne. Sa polyvalence l'a conduit à endosser le maillot jaune dans les quatre Tours de France qu'il a courus : en 1962, en 1964, en 1966 et en 1969. Il compte à son palmarès un grand tour, le Tour d'Espagne 1962 et des classiques prestigieuses, le Tour des Flandres 1964 et Milan-San Remo 1968.
Rudi Altig a également fait parler de lui dans le cadre du dopage. Il a ainsi été contrôlé positif à des substances interdites à quatre reprises, notamment vers la fin de sa carrière.

## Biographie

### Débuts

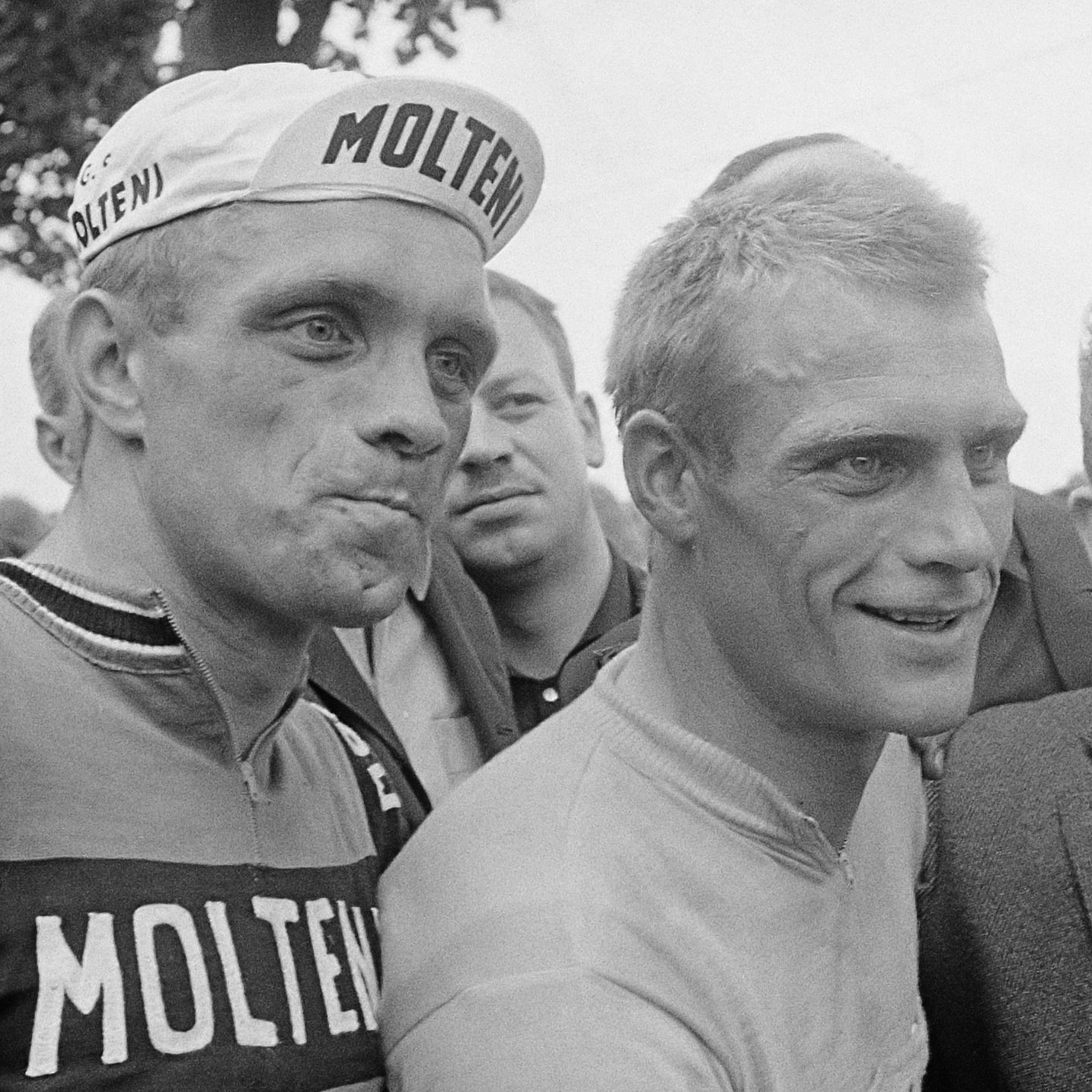
Rudi Altig et son frère Willi en 1966

Rudi Altig naît dans une région de cyclisme sur piste. Il commence la compétition en 1952, suivant l'exemple de son grand frère Willi. Les deux frères forment une équipe d'américaine parmi les meilleures du pays. Le promoteur britannique Jim Wallace, qui embauche Altig pour courir avec Hans Jaroszewicz le jour du Vendredi saint 1956, se souvient : 
« Quel duo ils faisaient ! Ils ont tout simplement écrasé un peloton composé de coureurs internationaux de premier rang, avec tous nos meilleurs coureurs. Seul Michel Rousseau, qui allait devenir champion du monde de vitesse cette année-là, parvenait à les battre sur les sprints au points. Et encore ne fut-ce le cas que pour le premier sprint. Ensuite, la paire allemande remporta non seulement tous les sprints à points, mais aussi toutes les primes. »
Altig devient champion d'Allemagne amateur de la vitesse en 1957 et 1958. Il rejoint ensuite l'Endspurt Mannheim, où sous la houlette de Karly Ziegler, il devient poursuiteur. En 1959, il devient champion d'Allemagne amateur de la poursuite, et remporte le titre à l'américaine avec son frère. La même année, il bat les meilleurs poursuiteurs de l'époque et devient champion du monde de la spécialité à Amsterdam.

### Carrière sur piste
Altig est autorisé par l'UCI à passer professionnel en 1960, dans l'année qui suit son titre. Il court sa première course de six jours au Danemark cet hiver-là, et s'impose rapidement comme un des meilleurs coureurs sur piste de sa génération, permettant à l'Allemagne de retrouver l'effervescence du cyclisme hivernal d'avant-guerre.
Il remporte le championnat du monde de poursuite en 1960 et 1962, et gagne 62 courses sur piste. Il gagne 22 courses de six jours, notamment en Allemagne, dont quatre à Cologne et à Dortmund. Il ne court d'ailleurs jamais le Tour de Lombardie sur route, pour ne pas handicaper sa saison hivernale sur piste. Il explique : 
« Je courais sur piste parce que je pouvais y gagner de l'argent. Si je n'avais pas pu gagner d'argent sur piste, je n'aurais pas été courir des Six jours aux quatre coins du monde. Aujourd'hui, les coureurs sont mieux payés, et ils n'ont pas besoin de se défoncer sur route et sur piste. De notre temps, nous faisions tout ce que nous pouvions pour gagner de l'argent. »
Altig, qui mesurait 1,80 m et pesait 80 kg, utilisait un braquet de 52 ou 53 × 16 pour la vitesse et de 52 × 15 pour la poursuite. « Il faisait autant souffrir son vélo que ses adversaires » raconte l'écrivain Olivier Dazat.

### Carrière sur route

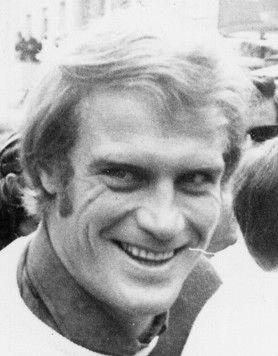
Rudi Altig au Grand Prix de Francfort 1972

Altig commence sa carrière professionnelle sur piste. C'est Raphaël Géminiani qui le convainc de courir aussi sur la route. Altig n'accepte que parce qu'il espère que la réussite sur route lui offrira de meilleurs contrats sur piste. Il remporte le Tour d'Espagne et trois de ses étapes en 1962. La même année, il est maillot jaune du Tour de France pendant cinq jours, remportant trois étapes et le classement par points, et terminant 31e.
Il gagne sa première classique, le Tour des Flandres, en 1964, avec quatre minutes d'avance après une échappée solitaire de 60 km. En 1965, il termine deuxième du championnat du monde à Saint-Sébastien derrière l'Anglais Tom Simpson, qui se souvient :
« Je ne pouvais pas accepter qu'Altig puisse me battre. Pendant le dernier tour de circuit, nous nous mîmes d'accord. Nous avions tous deux travaillé dur dans notre petite échappée, et dès lors, nous méritions tous deux les mêmes chances de victoire. Nous décidâmes de nous séparer à la flamme rouge et de courir côte à côte. Altig était plutôt content de cette décision, parce que je suis convaincu qu'il pensait pouvoir me battre. Nous nous disputâmes ainsi la victoire en gentlemen sur le dernier kilomètre. J'étais content qu'Altig ait accepté ma proposition, qui était la plus juste. Je l'ai toujours considéré comme un grand coureur, et sa performance ce jour-là m'a conforté dans cette opinion. »
— Tom Simpson, Cycling is my life
Altig n'attendit pas longtemps pour devenir champion du monde : il remporte le championnat du monde en 1966 à domicile, au Nürburgring. Sa victoire est controversée, parce qu'Altig a reçu l'aide de Gianni Motta, qui court pour l'Italie mais est un coéquipier d'Altig chez Molteni. La polémique est bientôt dépassée par une autre, lorsque les trois médaillés refusent de donner leur urine pour un contrôle antidopage. Ils contestent le laxisme avec lequel les contrôles sont menés, mais aussi ce qu'ils considèrent comme des restrictions dans la façon dont ils se préparent. Altig argumente ainsi : « Nous sommes des professionnels, pas des sportifs. » Les trois coureurs sont disqualifiés et suspendus, mais dix jours plus tard, l'UCI confirme le résultat.
Cette année-là, Altig remporte trois étapes du Tour de France, qu'il termine 12e, et deux autres sur le Tour d'Italie, qu'il termine 13e. Il obtient sa deuxième et dernière victoire dans une classique en 1968 sur Milan-San Remo. Il gagne aussi deux étapes du Tour d'Espagne cette saison-là, terminant 19e. En 1969, il termine 9e du Tour d'Italie, et remporte le prologue du Tour de France.

#### Relation avec Jacques Anquetil

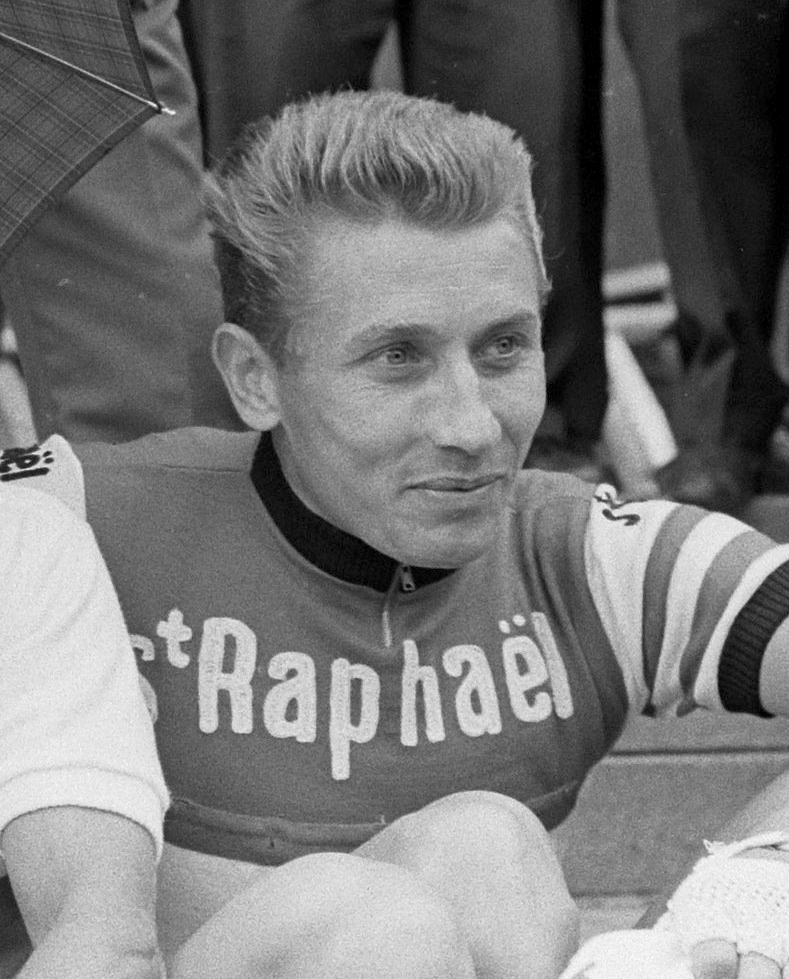
Jacques Anquetil au Tour de France 1963

Altig court son premier Tour de France comme équipier de Jacques Anquetil et sprinteur de l'équipe. Ils développent une relation houleuse sur le Tour d'Espagne, remporté par Altig, qui se complique encore lorsqu'Altig prend le maillot jaune au début du Tour de France. Anquetil se plaint de ce que son équipe doit travailler pour protéger le maillot d'Altig, qui est pourtant trop lourd pour espérer le conserver dans la montagne. Les deux coureurs ne peuvent s'entendre qu'à partir du moment où ils courent dans des équipes différentes.
La même année, Altig et Anquetil forment une équipe pour le Trophée Baracchi. René de Latour décrit la supériorité d'Altig :
« En général, sur ce type de course, les changements sont très rapides, avec des relais de moins de 300 m. Altig était en tête lorsque je commençai à les suivre - et il y était toujours une minute plus tard. Quelque chose n'allait pas. Altig ne se balançait même pas pour inciter Anquetil à passer devant. Tout à coup, sur le plat, Anquetil perdit contact, et un écart de trois longueurs se fit entre les deux partenaires. Il arriva une des choses les plus sensationnelles que j'aie vues dans quelque forme de course cycliste que ce soit pendant les 35 années dans ce sport - quelque chose que je considère comme une performance physique équivalente à un record du monde de l'heure ou une victoire dans une classique sur route. Altig roulait à 50 km/h en tête, et le faisait depuis un quart d'heure. Quand Anquetil perdit contact, il dut ralentir, attendre que son partenaire parvienne à sa hauteur, le pousser fort, sprinter jusqu'à l'avant pour rattraper les dix mètres qu'il avait perdu, et prendre un nouveau relais à 50 km/h en tête. Altig ne le fit pas qu'une fois, mais des dizaines de fois. »
Anquetil atteint le stade où arrive la course, et y percute un poteau. Il est évacué, les yeux fixes, le crâne ouvert. Le duo remporte tout de même la course pour neuf secondes. Altig reconnaît : « Jacques [Anquetil] n'était pas content [pendant la course], tout ça ne lui plaisait pas du tout, mais je voulais qu'on gagne. Alors je l'ai pris par la selle, je l'ai pris par le short, et hop ! »

### Retraite
À la fin de sa carrière, Altig devient directeur sportif de l'équipe Puch-Wolber, et est sélectionneur national pendant cinq ans. Il est ensuite commentateur pour la télévision. Dans les années 2000 il dit notamment de Lance Armstrong : « C'est un tyran qui exploite ses équipiers sans leur laisser la moindre initiative ». De son compatriote Jan Ullrich, il dit qu'il aurait eu plus de succès s'il avait moins parlé de ce qu'il allait faire, et agi à la place.
En 2013 et 2014 il participe à la série documentaire Les rivages de la mer du Nord à vélo avec Jeannie Longo et Joey Kelly.
Il meurt le 11 juin 2016 à Remagen, à 79 ans, à la suite d'un cancer.

### Dopage
Le Miroir Sprint du 16 juillet 1969, repris par Jean-Pierre de Mondenard dans Dopage - L'imposture des performances, rapportait que Rudi Altig avait indiqué au journaliste lors de l'interview : « Je suis assez malin pour employer des produits qui ne laissent pas de trace dans les urines. »

## Palmarès sur route

### Palmarès année par année
| - 1953 - Champion d'Allemagne sur route juniors - 1960 - Grand Prix d'Alger (avec Roger Rivière) - 7e étape du Tour d'Allemagne - 1961 - 3e étape de Paris-Nice (contre-la-montre par équipes) - 4e de Gênes-Nice - 1962 - Grand Prix de Cannes - 6e étape de Paris-Nice - 2e et 5e étapes du Tour d'Allemagne - Tour d'Espagne : - Classement général - Classement par points - 2e, 5e (contre-la-montre par équipes), 7e et 15e (contre-la-montre) étapes - Trophée de l'île de Man - Tour de France : - Classement par points - 1re, 3e et 17e étapes - Critérium des As - Trophée Baracchi (avec Jacques Anquetil) - 2e du championnat d'Allemagne sur route - 1963 - Gênes-Nice - 2e et 5e étapes de Paris-Nice - Paris-Luxembourg : - Classement général - 1re étape - 2e de Paris-Nice - 1964 - Champion d'Allemagne sur route - Tour d'Andalousie : - Classement général - 3eb et 4e étapes - 8eb étape de Paris-Nice (contre-la-montre) - Tour des Flandres - Grand Prix Union Dortmund - 2e étape du Tour de Belgique - 4e étape du Tour de France - Grand Prix du Parisien (contre-la-montre par équipes) - 2e de Paris-Camembert - 2e du Trophée de l'île de Man - 3e du Grand Prix de Lugano - 3e du Trophée Baracchi (avec Tom Simpson) - 6e de la Flèche wallonne - 10e du Super Prestige Pernod - 1965 - 1re, 4e et 6eb étapes de Paris-Nice - 1re et 2e étapes du Circuit du Provençal - 3e étape du Tour d'Espagne - 2e de Paris-Nice - 2e du championnat du monde sur route - 2e du Grand Prix des Nations - 3e du Critérium des As - 10e du Super Prestige Pernod | - 1966 - Champion du monde sur route - 3e étape de Paris-Nice - Tour du Piémont - 7e et 11e étapes du Tour d'Italie - Tour de Toscane - 1re, 12e et 22eb (contre-la-montre) étapes du Tour de France - 3e de Gênes-Nice - 3e de la Flèche wallonne - 3e du Grand Prix Robbiano - 6e de Paris-Nice - 6e de Paris-Roubaix - 8e du Super Prestige Pernod - 1967 - Milan-Vignola - 6e et 11e étapes du Tour d'Italie - Cronostaffetta : - Classement général (avec Gianni Motta et Franco Balmamion) - 1re épreuve (contre-la-montre) - 3e de Paris-Roubaix - 3e du Tour de Campanie - 5e de Paris-Luxembourg - 1968 - 2e étape de Tirreno-Adriatico - Milan-San Remo - 3eb et 5e étapes du Tour d'Espagne - 2e du Tour des Flandres - 3e de Tirreno-Adriatico - 3e du Grand Prix de Lugano - 9e du Super Prestige Pernod - 1969 - Prologue du Tour de France - Circuit des genêts verts - Grand Prix de Lugano (contre-la-montre) - 2e du Trofeo Assalit - 9e du Tour d'Italie - 1970 - Champion d'Allemagne sur route - Sassari-Cagliari - 5e étape de Paris-Nice - 4e étape du Tour de Majorque - Grand Prix de Francfort - Prologue du Tour de Suisse - 3e étape de Paris-Luxembourg - Grand Prix de Diessenhofen (contre-la-montre) - 2e du championnat d'Allemagne de la montagne - 2e du Tour des Quatre Cantons - 3e du Tour de Majorque - 4e du Tour de Romandie |  |

### Résultats sur les grands tours

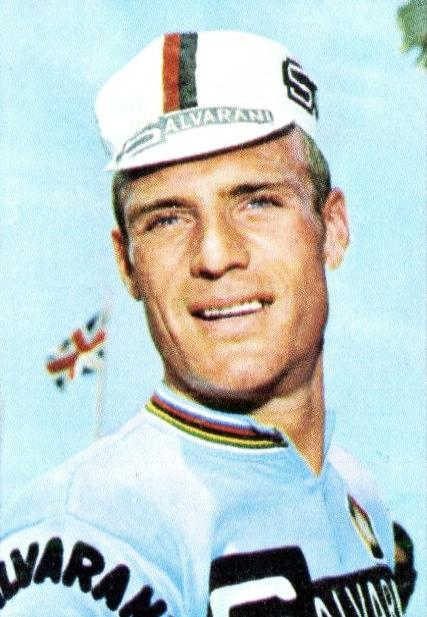
Rudi Altig en 1969.

#### Tour de France
4 participations
- 1962 : 31e, vainqueur du  classement par points et des 1re, 3e et 17e étapes,  maillot jaune pendant 4 jours
- 1964 : 15e, vainqueur de la 4e étape,  maillot jaune pendant 3 jours
- 1966 : 12e, vainqueur du prix de la combativité et des 1re, 12e et 22eb (contre-la-montre) étapes,  maillot jaune pendant 9 jours
- 1969 : abandon (18e étape), vainqueur du prologue,  maillot jaune pendant 1 jour

#### Tour d'Italie
5 participations
- 1966 : 13e, vainqueur des 7e et 11e étapes
- 1967 : abandon, vainqueur des 6e et 11e étapes
- 1968 : abandon
- 1969 : 9e
- 1970 : 44e

#### Tour d'Espagne
3 participations
- 1962 :  Vainqueur du classement général, vainqueur du classement par points et des 2e, 5e (contre-la-montre par équipes), 7e et 15e (contre-la-montre) étapes,  maillot jaune pendant 7 jours
- 1965 : non-partant (5e étape), vainqueur de la 3e étape
- 1968 : 18e, vainqueur des 3eb et 5e étapes,  maillot jaune pendant 7 jours (dont une demi-étape)

## Palmarès sur piste

### Palmarès année par année
| - 1956 - 2e du championnat d'Allemagne de l'américaine amateur (avec Willi Altig) - 1957 - Champion d'Allemagne de vitesse amateur - Champion d'Allemagne de l'américaine amateur (avec Willi Altig) - Champion d'Allemagne de poursuite par équipes amateur (avec Willi Altig, Hans Mangold et Bernd Rohr) - 1958 - Champion d'Allemagne de l'américaine amateur (avec Willi Altig) - 1959 - Champion du monde de poursuite amateur - Champion d'Allemagne de l'américaine amateur (avec Willi Altig) - Champion d'Allemagne de poursuite par équipes amateur (avec Willi Altig, Hans Mangold et Dieter Wagner) - Champion d'Allemagne de poursuite amateur - 1960 - Champion du monde de poursuite professionnel - Champion d'Allemagne de poursuite - 3e du champion d'Allemagne de vitesse - 3e des Six jours de Francfort (avec Klaus Bugdahl) - 3e de l'omnium de Copenhague - 1961 - Champion du monde de poursuite professionnel - Champion d'Allemagne de poursuite - Champion d'Allemagne de l'américaine (avec Hans Junkermann) - 2e des Six jours d'Essen (avec Hans Junkermann) - 3e du championnat d'Europe de l'américaine (avec Hans Junkermann) - 3e des Six jours de New York (avec Lucien Gillen) - 1962 - Champion d'Allemagne de vitesse - Champion d'Allemagne de l'américaine (avec Hans Junkermann) - Six jours de Berlin b (avec Hans Junkermann) - Six jours de Münster (avec Hans Junkermann) - 2e des Six jours de Dortmund (avec Hans Junkermann) - 2e des Six jours de Zurich (avec Sigi Renz) - 2e des Six jours d'Essen (avec Hans Junkermann) - 1963 - Champion d'Europe d'omnium - Champion d'Allemagne de l'américaine (avec Hans Junkermann) - Six jours d'Essen (avec Hans Junkermann) - 2e des Six jours de Cologne (avec Hans Junkermann) - 1964 - Champion d'Allemagne de l'américaine (avec Hans Junkermann) - Six jours de Dortmund (avec Fritz Pfenninger) - Six jours de Francfort (avec Hans Junkermann) - Six jours d'Essen (avec Hans Junkermann) | - 1965 - Champion d'Europe de l'américaine (avec Hans Junkermann) - Champion d'Allemagne de l'américaine (avec Hans Junkermann) - Six jours de Cologne (avec Sigi Renz) - Six jours de Berlin b (avec Dieter Kemper) - Six jours de Francfort (avec Dieter Kemper) - 2e des Six jours de Brême (avec Rolf Roggendorf) - 2e des Six jours de Dortmund (avec Dieter Kemper) - 2e des Six jours d'Essen (avec Hans Junkermann) - 3e du championnat d'Allemagne de l'américaine (avec Dieter Kemper) - 3e des Six jours de Zurich (avec Dieter Kemper) - 1966 - Champion d'Europe d'omnium - Six jours de Cologne (avec Dieter Kemper) - Six jours de Dortmund (avec Sigi Renz) - Six jours de Berlin b (avec Sigi Renz) - Six jours de Brême (avec Dieter Kemper) - Six jours de Zurich (avec Sigi Renz) - 3e des Six jours d'Essen (avec Dieter Kemper) - 3e des Six jours de Gand (avec Sigi Renz) - 1967 - 2e des Six jours de Francfort (avec Sigi Renz) - 2e des Six jours de Cologne (avec Sigi Renz) - 1968 - Six jours de Cologne (avec Sigi Renz) - Six jours de Dortmund (avec Patrick Sercu) - Six jours de Francfort (avec Patrick Sercu) - Six jours de Brême (avec Sigi Renz) - Six jours de Münster (avec Klaus Bugdahl) - 2e des Six jours de Milan (avec Felice Gimondi) - 1969 - Six jours de Gand (avec Sigi Renz) - 3e des Six jours de Francfort (avec Sigi Renz) - 3e des Six jours de Cologne (avec Sigi Renz) - 3e des Six jours de Dortmund (avec Sigi Renz) - 3e des Six jours de Charleroi (avec Ferdinand Bracke) - 1970 - Six jours de Dortmund (avec Fritz Pfenninger) - 2e des Six jours de Zurich (avec Albert Fritz et Louis Pfenninger) - 2e des Six jours de Münster (avec Albert Fritz) - 3e des Six jours de Francfort (avec Albert Fritz) - 3e des Six jours de Cologne (avec Eddy Merckx) - 1971 - Six jours de Cologne (avec Fritz Pfenninger) - Six jours de Brême (avec Fritz Pfenninger) - 2e des Six jours de Dortmund (avec Albert Fritz) - 2e des Six jours de Grenoble (avec Albert Fritz) |  |

### Records
- Record du monde des 5 km (1962, 6 min 7 s 60)
- Record du monde amateur des 5 km (1959, 6 min 10 s 2)
- Record du monde amateur du kilomètre (1959, 1 min 9 s 6)